# 巨头大丁草
巨头大丁草（学名：Gerbera macrocephala）是菊科大丁草属的植物，是中国的特有植物。分布于中国大陆的云南等地，多生于石壁，目前已由人工引种栽培。